# Кубок Англии по футболу 1902/1903
Кубок Англии 1902/1903 (англ. FA Cup 1902–03) — 32-й розыгрыш старейшего кубкового футбольного турнира, Кубка Футбольной ассоциации, более известного как Кубок Англии. Победителем стал «Бери», обыгравший в финальном матче «Дерби Каунти» со счётом 6:0. Для «Бери» это была вторая победа в Кубке Англии.

## Календарь
| Раунд                            | Дата                      |
| -------------------------------- | ------------------------- |
| Предварительный раунд            | Суббота, 20 сентября 1902 |
| Первый квалификационный раунд    | Суббота, 4 октября 1902   |
| Второй квалификационный раунд    | Суббота, 18 октября 1902  |
| Третий квалификационный раунд    | Суббота, 1 ноября 1902    |
| Четвёртый квалификационный раунд | Суббота, 15 ноября 1902   |
| Пятый квалификационный раунд     | Суббота, 29 ноября 1902   |
| Промежуточный раунд              | Суббота, 13 декабря 1902  |
| Первый раунд                     | Суббота, 7 февраля 1903   |
| Второй раунд                     | Суббота, 21 февраля 1903  |
| Третий раунд                     | Суббота, 7 марта 1903     |
| Полуфиналы                       | Суббота, 21 марта 1903    |
| Финал                            | Суббота, 18 апреля 1903   |

## Промежуточный раунд
В промежуточном раунде сыграли 10 победителей пятого квалификационного раунда, а также 1 клуб из Первого дивизиона («Мидлсбро»), 5 клубов из Второго дивизиона («Бристоль Сити», «Престон Норт Энд», «Вулидж Арсенал», «Бернли» и «Линкольн Сити») и 4 клуба из Южной футбольной лиги («Рединг», «Бристоль Роверс», «Вест Хэм Юнайтед» и «Миллуолл Атлетик»).
Другие клубы Второго дивизиона начали выступления в Кубке с более ранних квалификационных раундов. «Бертон Юнайтед», «Блэкпул» и «Стокпорт Каунти» начали выступления с первого квалификационного раунда, а «Берзлем Порт Вейл», «Честерфилд», «Донкастер Роверс», «Гейнсборо Тринити», «Лестер Фосс» и «Манчестер Юнайтед» вступили в борьбу с третьего квалификационного раунда. Из них только «Манчестер Юнайтед», «Глоссоп» и «Бертон Юнайтед» вышли в промежуточный раунд. Также в промежуточный раунд были 7 клубов, не входящих в Футбольную лигу.
| №                  | Хозяева           | Счёт | Гости                  | Дата            |
| ------------------ | ----------------- | ---- | ---------------------- | --------------- |
| 1                  | Бристоль Сити     | 3:1  | Мидлсбро               | 13 декабря 1902 |
| 2                  | Рединг            | 1:0  | Бернли                 | 13 декабря 1902 |
| 3                  | Линкольн Сити     | 2:0  | Вест Хэм Юнайтед       | 13 декабря 1902 |
| 4                  | Лутон Таун        | 3:0  | Киддерминстер Харриерс | 13 декабря 1902 |
| 5                  | Бишоп Окленд      | 1:3  | Престон Норт Энд       | 13 декабря 1902 |
| 6                  | Барнсли           | 4:0  | Суиндон Таун           | 13 декабря 1902 |
| 7                  | Брентфорд         | 1:1  | Вулидж Арсенал         | 13 декабря 1902 |
| Переигровка        | Вулидж Арсенал    | 5:0  | Брентфорд              | 17 декабря 1902 |
| 8                  | Бристоль Роверс   | 2:2  | Миллуолл Атлетик       | 13 декабря 1902 |
| Переигровка        | Миллуолл Атлетик  | 0:0  | Бристоль Роверс        | 18 декабря 1902 |
| Вторая переигровка | Миллуолл Атлетик  | 2:0  | Бристоль Роверс        | 22 декабря 1902 |
| 9                  | Глоссоп           | 2:1  | Нью Бромптон           | 13 декабря 1902 |
| 10                 | Бертон Юнайтед    | 1:1  | Манчестер Юнайтед      | 13 декабря 1902 |
| Переигровка        | Манчестер Юнайтед | 3:1  | Бертон Юнайтед         | 17 декабря 1902 |

## Первый раунд
В первом раунде сыграли 32 команды: 10 победителей промежуточного раунда, 17 из 18 клубов Первого дивизиона, 2 клуба из Второго дивизиона («Манчестер Сити» и «Смолл») и 3 клуба из Южной футбольной лиги («Саутгемптон», «Портсмут» и Тоттенхэм Хотспур»).
| №                  | Хозяева              | Счёт | Гости                   | Дата            |
| ------------------ | -------------------- | ---- | ----------------------- | --------------- |
| 1                  | Бери                 | 1:0  | Вулверхэмптон Уондерерс | 7 февраля 1903  |
| 2                  | Престон Норт Энд     | 3:1  | Манчестер Сити          | 7 февраля 1903  |
| 3                  | Ноттс Каунти         | 0:0  | Саутгемптон             | 7 февраля 1903  |
| Переигровка        | Саутгемптон          | 2:2  | Ноттс Каунти            | 11 февраля 1903 |
| Вторая переигровка | Ноттс Каунти         | 2:1  | Саутгемптон             | 16 февраля 1903 |
| 4                  | Ноттингем Форест     | 0:0  | Рединг                  | 7 февраля 1903  |
| Переигровка        | Рединг               | 3:6  | Ноттингем Форест        | 12 февраля 1903 |
| 5                  | Блэкберн Роверс      | 0:0  | Уэнсдей                 | 7 февраля 1903  |
| Переигровка        | Уэнсдей              | 0:1  | Блэкберн Роверс         | 12 февраля 1903 |
| 6                  | Астон Вилла          | 4:1  | Сандерленд              | 7 февраля 1903  |
| 7                  | Болтон Уондерерс     | 0:5  | Бристоль Сити           | 7 февраля 1903  |
| 8                  | Гримсби Таун         | 2:1  | Ньюкасл Юнайтед         | 7 февраля 1903  |
| 9                  | Дерби Каунти         | 2:1  | Смолл Хит               | 7 февраля 1903  |
| 10                 | Эвертон              | 5:0  | Портсмут                | 7 февраля 1903  |
| 11                 | Миллуолл Атлетик     | 3:0  | Лутон Таун              | 7 февраля 1903  |
| 12                 | Вулидж Арсенал       | 1:3  | Шеффилд Юнайтед         | 7 февраля 1903  |
| 13                 | Тоттенхэм Хотспур    | 0:0  | Вест Бромвич Альбион    | 7 февраля 1903  |
| Переигровка        | Вест Бромвич Альбион | 0:2  | Тоттенхэм Хотспур       | 11 февраля 1903 |
| 14                 | Барнсли              | 2:0  | Линкольн Сити           | 7 февраля 1903  |
| 15                 | Глоссоп              | 2:3  | Сток                    | 7 февраля 1903  |
| 16                 | Манчестер Юнайтед    | 2-1  | Ливерпуль               | 7 февраля 1903  |

## Второй раунд
| №           | Хозяева           | Счёт | Гости             | Дата            |
| ----------- | ----------------- | ---- | ----------------- | --------------- |
| 1           | Ноттингем Форест  | 0:0  | Сток              | 21 февраля 1903 |
| Переигровка | Сток              | 2:0  | Ноттингем Форест  | 26 февраля 1903 |
| 2           | Астон Вилла       | 4:1  | Барнсли           | 21 февраля 1903 |
| 3           | Гримсби Таун      | 0:2  | Ноттс Каунти      | 21 февраля 1903 |
| 4           | Дерби Каунти      | 2:0  | Блэкберн Роверс   | 21 февраля 1903 |
| 5           | Эвертон           | 3:1  | Манчестер Юнайтед | 21 февраля 1903 |
| 6           | Шеффилд Юнайтед   | 0:1  | Бери              | 21 февраля 1903 |
| 7           | Миллуолл Атлетик  | 4:1  | Престон Норт Энд  | 21 февраля 1903 |
| 8           | Тоттенхэм Хотспур | 1:0  | Бристоль Сити     | 21 февраля 1903 |

## Третий раунд
| № | Хозяева           | Счёт | Гости        | Дата         |
| - | ----------------- | ---- | ------------ | ------------ |
| 1 | Бери              | 1:0  | Ноттс Каунти | 7 марта 1903 |
| 2 | Дерби Каунти      | 3:0  | Сток         | 7 марта 1903 |
| 3 | Миллуолл Атлетик  | 1:0  | Эвертон      | 7 марта 1903 |
| 4 | Тоттенхэм Хотспур | 2:3  | Астон Вилла  | 7 марта 1903 |

## Полуфиналы
| Бери | 3:0 | Астон Вилла |
| ---- | --- | ----------- |
|      |     |             |

| Дерби Каунти | 3:0 | Миллуолл Атлетик |
| ------------ | --- | ---------------- |
|              |     |                  |

## Финал
Финал прошёл 18 апреля 1903 года на лондонском стадионе «Кристал Пэлас». В нём встретились «Бери» и «Дерби Каунти». «Бери» одержал уверенную победу со счётом 6:0. Это рекордный счёт за всю историю финалов Кубка Англии (рекорд был повторён в 2019 году).
| Бери                                                         | 6:0     | Дерби Каунти |
| ------------------------------------------------------------ | ------- | ------------ |
| Росс 20′ · Сейгар 48′ · Лиминг 56′ 76′ · Вуд 57′ · Плант 59′ | (отчёт) |              |

| Бери | Дерби Каунти |